# Tegan Moss
Tegan Moss (ur. 7 lutego 1985 w Vancouver) – kanadyjska aktorka, która rozpoczęła karierę w wieku 8 lat. Jej najbardziej rozpoznawalną rolą jest postać Dany Scully w dzieciństwie w serialu „Z Archiwum X”. Jej o dwa lata starszy brat – Jesse Moss również jest aktorem, a matka – Cathy Moss, scenarzystką.

## Filmografia
- 2010: Charlie St. Cloud jako Cindy
- 2009: Dr Dolittle: W pogoni za błahostkami jako Tiffany Monaco
- 2008: Święta Thomasa Kinkade`a jako Nanette
- 2008: Oko jako nastolatka
- 2008: 7 Things to Do Before I'm 30 jako Meredith Vargas
- 2008: Free Style jako Crystal
- 2008: Niepokój jako Tess
- 2008: NYC: Tornado Terror jako Lori
- 2008: Fringe: Na granicy światów jako Rebecca
- 2007: Głosy 2 jako Liz
- 2007: Blizna 3D jako Susie
- 2007: Zły syn jako Christy McAdams; film TV
- 2006: Alice I Think jako Karen
- 2006: Uczeń Merlina jako Yvonne
- 2006: Historia Gwen Araujo jako Lisa
- 2006: Osiem dramatycznych dni jako Becca Spring
- 2005: My Scene: Gwiazdy Hollywood jako Nolee (głos)
- 2004: Jammin' in Jamaica jako Nolee (głos)
- 2003–2004: Trup jak ja jako Fiona
- 2003: Daleko od siebie jako Roxanne
- 2002: Obserwator: Historia Susan Wilson jako Emily Wilson
- 2001: Gadżet i Gadżetinis jako Penny (głos)
- 2001: Degrassi: Nowe pokolenie jako uczestniczka Hayley
- 2000: Casper straszy w Boże Narodzenie jako Holly Jollimore (głos)
- 1999–2001: To niesamowite jako Rhonda
- 1999: Morscy jako Amanda
- 1999: Kolor odwagi jako Maggie Sipes
- 1998: Shadow Raiders jako lady Zera
- 1996: The Angel of Pennsylvania Avenue jako Bernice
- 1995: Omen jako dziewczynka
- 1994–1995: Z Archiwum X jako Dana Scully w dzieciństwie
- 1994: Małe kobietki jako Minnie Kirk
- 1994: Someone Else's Child jako Andrea
- 1993: I kto to mówi 3 jako dziewczynka